# Afogados da Ingazeira FC
Der Afogados da Ingazeira Futebol Clube, in der Regel nur kurz Afogados da Ingazeira  genannt, ist ein Fußballverein aus Afogados da Ingazeira im brasilianischen Bundesstaat Pernambuco.
Aktuell spielt der Verein in der vierten brasilianischen Liga, der Série D, sowie in der Staatsmeisterschaft von Pernambuco.

## Stadion
Der Verein trägt seine Heimspiele im Estádio Vianão, auch bekannt als Estádio Valdemar Viana de Araújo, in Afogados da Ingazeira aus. Das Stadion hat ein Fassungsvermögen von 3000 Personen.

## Trainerchronik
Stand: Mai 2022
| Trainer           | Nation    | von               | bis              |
| ----------------- | --------- | ----------------- | ---------------- |
| Cleibson Ferreira | Brasilien | 1. Juli 2013      | 30. Juni 2015    |
| Pedro Manta       | Brasilien | 21. November 2019 | 26. August 2020  |
| Adelmo Soares     | Brasilien | 27. August 2020   | 15. Oktober 2020 |
| Higor César       | Brasilien | 19. Oktober 2020  | 1. Dezember 2020 |
| Sérgio China      | Brasilien | 17. Februar 2021  | 30. Juni 2021    |
| Sérgio China      | Brasilien | 18. Januar 2022   |                  |
| Ito Roque         | Brasilien | 14. April 2022    |                  |